# Gran Sinagoga de Varsovia
La Gran Sinagoga de Varsovia (en polaco: Wielka Synagoga w Warszawie) fue la mayor sinagoga de Varsovia en Polonia antes de la Segunda Guerra Mundial y una de las más grandes del mundo en ese momento.
La Gran Sinagoga fue construida por la comunidad judía de Varsovia entre 1875 y 1878 en la calle Tłomackie, en el extremo suroriental del distrito en el que a los judíos se les permitió establecerse por las autoridades imperiales rusas. El arquitecto principal fue Leandro Marconi.
Después del levantamiento del gueto de Varsovia, el 16 de mayo de 1943 las SS dinamitaron el edificio. El mismo no fue reconstruido después de la guerra. Sin embargo, un modelo de la Gran Sinagoga de Varsovia es preservado y exhibido en Beit Hatfutsot desde 1980.